# Невитов, Михаил Иванович
Михаил Иванович Невитов (28 декабря 1886 (9 января 1887), Вольск, Саратовская губерния — 3 августа 1969, Новосибирск) — советский композитор, педагог, общественный деятель.

## Биография
Родился 28 декабря 1886 (9 января 1887) года в городе Вольск Саратовской губернии в мещанской семье. В 1894 году его отец продал своё хозяйство и вместе с семьёй переехал в Казань в небольшой дом в Суконной слободе и с 1895 года Михаил Невитов учился в Казанском реальном училище. В пятом классе стал интересоваться музыкой, ходил на оперные спектакли и симфонические концерты, пробовал сочинять музыку на рояле. В 1899 году умер его отец.
Окончив в 1904 году училище, Михаил Невитов стал зарабатывать репетиторством, а вскоре устроился домашним учителем к депутату 1-й Государственной Думы П. А. Садырину. В 1905 году он стал вольнослушателем медицинского факультета Казанского университета и, одновременно, учащимся музыкального училища Р. А. Гуммерта.
Революционные события 1905 года вдохновили Михаила Невитова на создание симфонической поэмы «9 января»; в 1906 году он был арестован за участие в студенческом движении и выслан в Ярославль на поруки матери. Там он стал учиться в Демидовском юридическом лицее и в Ярославском музыкальном училище (класс теории композиции Д. М. Кучеренко). В 1909 году окончил лицей и поступил на юридический факультет Московского университета. Параллельно брал музыкальные уроки Р. М. Глиэра и С. И. Танеева, работал аккомпаниатором, хормейстером и преподавателем Московской симфонической капеллы и Ярославских летних регентских курсов.
После окончания университета работал делопроизводителем хлебного отдела в Московской городской управе. В то же время давал частные музыкальные уроки. С 1918 года работал юристом во Всероссийской Чрезвычайной Комиссии по охране железных дорог, в 1919—1920 годах занимал также должность заведующего кодификационным отделом Народного комиссара путей сообщения. Невитов продолжил заниматься музыкой, в 1918—1920 годах он был музыкальным инструктором московского Пролеткульта. В мае 1919 года вместе с другими молодыми советскими музыкантами принял участие в музыкальной выставке.
В июне 1920 года был направлен в Омск руководителем самодеятельного хора железнодорожного завода. Работал в железнодорожном клубе имени Лобкова. С осени 1920 года преподавал теоретические предметы в только что открывшейся музыкальной школе. Весной 1921 года на базе Омской единой музыкальной школы 3-х ступеней был создан музыкально-педагогический техникум, в котором Невитов до 1932 года работал заведующим учебной частью, преподавателем, директором.
В 1932 году Невитов переехал в Новосибирск, где занял должность инспектора и методиста краевого управления зрелищными предприятиями. По его инициативе в Новосибирске была открыта музыкальная школа № 1, директором которой он оставался до 1944 года. Он возглавлял и школьный симфонический оркестр.
В 1940 году Невитов стал членом Союза композиторов СССР. С 1942 по 1944 год возглавлял Союз сибирских композиторов. В 1945 году было открыто Новосибирское музыкальное училище, и Невитов оставался его директором до 1951 года. В 1948 году он был избран делегатом 1-го Всесоюзного съезда советских композиторов.
В преклонном возрасте продолжал заниматься общественной деятельностью, был внештатным лектором областного управления по музыкальным учебным заведениям. Умер в Новосибирске 3 августа 1969 года.
Невитов является автором кантат «От февраля к Октябрю» (1924), «Октябрь» (1925), «Иван Черных» (1947), симфонической поэмы «1917» (1937), произведений для оркестра, для камерно-инструментальных ансамблей, для фортепиано. Писал хоры, романсы, песни, музыку к театральным спектаклям.
Учениками Невитова были композиторы В. Шебалин, В. Бунин, Л. Аустер, певица Д. Пантофель-Нечецкая, скрипач Э. Грач, музыковед Б. Ерзакович, хормейстер А. Каторгин и другие. В. Шебалин посвятил Невитову свой 1-й струнный квартет.
Умер в Новосибирске 3 августа 1969 года. Похоронен на Заельцовском кладбище (квартал 68).